# Chiesa di San Giovanni Battista (Diano d'Alba)
La chiesa di San Giovanni Battista è la parrocchiale di Diano d'Alba, in provincia di Cuneo e diocesi di Alba e fa parte della vicaria della Langa.

## Storia
La prima citazione d'una chiesa a Diano d'Alba risale al 1325; sembra che l'originaria pieve fosse dedicata a san Calogero, mentre l'intitolazione a san Giovanni Battista è attestata a partire dal 1344.

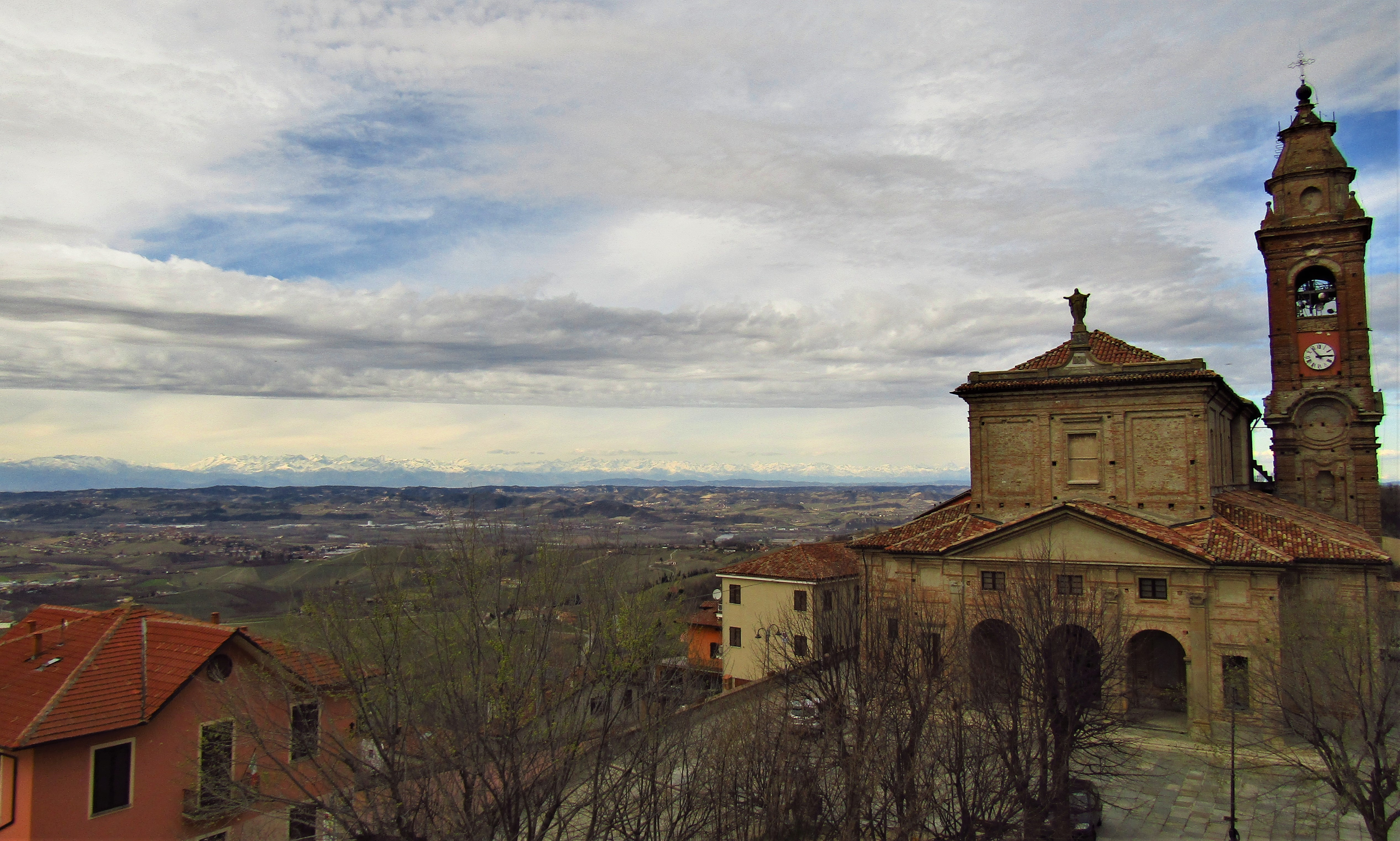
Sulla destra la chiesa e sulla sinistra, in lontananza, le Alpi

Nella relazione della visita pastorale del 1574 del vescovo d'Alba Vincenzo Marino è contenuta una descrizione della chiesa.
Nel 1577 il vescovo di Bergamo Gerolamo Ragazzoni, compiendo la sua visita apostolica, esortò a rifare parte del soffitto a volta dell'edificio ed a ingrandire il presbiterio mentre nel 1594 il vescovo Alberto Capriano trovò che i lavori erano stati nel frattempo eseguiti.
Negli atti relativi alla visita del 1644 del vescovo Paolo Brizio è presente una nuova descrizione della parrocchiale, la quale era dotata di nove altari; un ulteriore resoconto sugli altari venne redatto nel 1698 dal vescovo Gerolamo Ubertino Provana, mentre nel 1730 anche il vescovo Francesco Vasco stilò una dettagliata descrizione dell'edificio.
Nel 1761 l'allora parroco don Valentino Bocchiardi inoltrò la domanda di poter ricostruire la chiesa al vescovo Enrichetto Virginio Natta, il quale diede il suo assenso: in questo modo, la nuova parrocchiale venne edificata su disegno di Carlo Francesco Rangone tra il 1763 e il 1769.
Alcuni decenni dopo, nel 1834 fu terminato il campanile, mentre nel 1888 venne realizzato da Francesco Vittino il nuovo organo.
 Nel 1999 si procedette alla sostituzione delle vetrate e nel 2001 venne condotto un accurato restauro generale.

## Descrizione

### Esterno

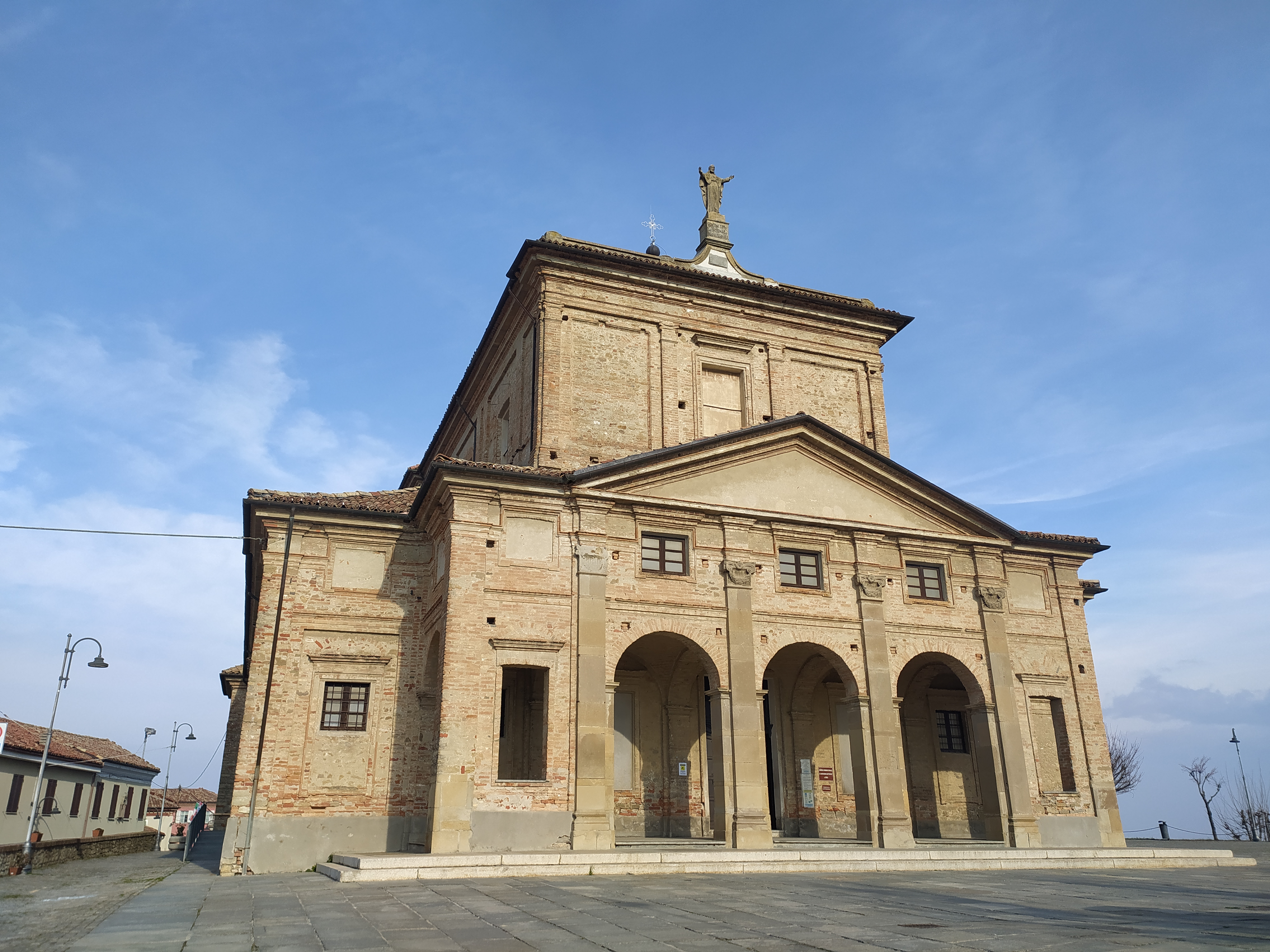
Veduta Chiesa San Giovanni

La facciata della chiesa, che volge a mezzogiorno, è in mattoni a faccia vista ed è anticipata da un ampio pronao voltato a vela e suddiviso da lesene in arenaria in cinque parti: le tre centrali, coronate da un frontone triangolare, si aprono attraverso arcate a tutto sesto sormontate da piccole finestre rettangolari incorniciate, mentre le due più esterne sono illuminate da finestroni architravati; il registro superiore, coronato da un'alta statua nel mezzo, è invece tripartito da quattro lesene e presenta delle specchiature.
Annesso alla parrocchiale è il campanile neobarocco, ornato da specchiature mistilinee e lesene angolari e caratterizzato da ampie monofore a tutto sesto all'altezza della cella; in sommità quattro pinnacoletti si ergono attorno al tamburo a base ottagonale, su cui si eleva la copertura sovrastata da una croce.

### Interno
L'interno dell'edificio si compone di un'unica navata, suddivisa in tre campate chiuse superiormente da volte a vela e scandita da lesene corinzie binate d'ordine gigante, che delimitano le arcate delle cappelle voltate a botte; al termine dell'aula si apre il presbiterio, coperto da una volta a vela decorata con affreschi, sviluppato su una pianta quadrata e chiuso dall'abside, il cui catino è caratterizzato da costoloni e unghioni.